# Halenkovice
Halenkovice település Csehországban, a Zlíni járásban. Halenkovice Vrbka, Lubná, Nová Dědina, Košíky, Kudlovice, Žlutava, Napajedla és Spytihněv településekkel határos. Lakosainak száma 2019 fő (2024. január 1.).

## Népesség
A település lakosságának változását az alábbi diagram mutatja:
| Lakosok száma | 1619 | 1877 | 2058 | 2131 | 1802 | 1650 | 1891 | 1934 | 2012 | 2019 |
|               | 1869 | 1890 | 1921 | 1950 | 1980 | 2001 | 2017 | 2019 | 2022 | 2024 |